# قره‌تپه (جوزجان)
قره‌تپه (به لاتین: Qarah Tappeh) یک منطقهٔ مسکونی در افغانستان است که در ولایت جوزجان واقع شده‌است. قره‌تپه ۲۴۸ متر بالاتر از سطح دریا واقع شده‌است.